# Lost in Random: The Eternal Die
Lost in Random: The Eternal Die é um jogo de ação roguelike desenvolvido pela Stormteller Games e publicado pela Thunderful Games. É a sequência de Lost in Random (2021) foi lançado em 17 de junho de 2025 para Microsoft Windows, Xbox Series X/S, Nintendo Switch e PlayStation 5. O jogo também estará disponível no Xbox Game Pass no dia do lançamento.

## Jogabilidade
Em The Eternal Die, os jogadores assumem o papel de Aleksandra, a antiga Rainha de Random, agora despojada de seus poderes e presa dentro de um dado mágico conhecido como "Eternal Die". Acompanhada por seu companheiro dado, Fortune, ela deve enfrentar uma série de desafios em mundos gerados aleatoriamente, enfrentando inimigos diversos e chefes poderosos. O combate combina ação em tempo real com mecânicas estratégicas baseadas em cartas e dados, oferecendo mais de 100 relíquias e habilidades para personalizar o estilo de jogo.

## Enredo
A história segue Aleksandra em sua jornada para escapar do Eternal Die e confrontar Mare, o Cavaleiro, o novo vilão que ameaça o mundo de Random. A narrativa é ambientada em um universo de fantasia sombria, inspirado nas obras de Tim Burton e Neil Gaiman, e é totalmente dublada, oferecendo uma experiência imersiva para os jogadores.

## Desenvolvimento e Lançamento
Lost in Random: The Eternal Die foi desenvolvido pela Stormteller Games, um estúdio sueco formado pela fusão da Image & Form e da Zoink! Games em 2017. Este é o primeiro título lançado sob a nova bandeira da Stormteller Games.
O jogo foi lançado em 17 de junho de 2025 para Microsoft Windows, Xbox Series X/S, Nintendo Switch e PlayStation 5. Além disso, estará disponível no Xbox Game Pass desde o primeiro dia.

## Recepção
The Eternal Die recebeu críticas "geralmente favoráveis" após o lançamento. O OpenCritic determinou que 87% dos críticos o recomendaram.

Alex Hopley, da Gamereactor, elogiou o mundo do jogo, o desempenho do elenco, bem como seu sistema de combate, embora ele achasse que não se desviou significativamente da fórmula roguelike estabelecida por Hades. Escrevendo para o GamesRadar, Miri Teixeira elogiou o design visual do jogo e comentou que era um jogo roguelike acessível, elogiando o sistema de progressão e o combate do jogo. No entanto, ela ficou desapontada com o fato de o foco do jogo na jogabilidade ter desperdiçado "um conceito maduro para mais narrativas" e observou que os jogadores não familiarizados com o jogo original podem achar sua narrativa difícil de seguir.

## Ligações Externas
- Lost in Random: The Eternal Die (site oficial)